# 2035
2035 (MMXXXV) será un año normal comenzado en lunes en el calendario gregoriano. Será también el número 2035 anno Dómini o de la designación de era cristiana, será el trigésimo quinto año del Siglo XXI y del III milenio. Será el quinto año de la cuarta década del Siglo XXI y el sexto del decenio de los Años 2030. Será designado como:
- El Año del Conejo, según el horóscopo chino.

## Acontecimientos

### Enero
- 8 de enero: el elemento cercano 2002 AY1 haría una aproximación cerrada a la Tierra.
- 18 de enero: 500 años de la fundación de Lima, capital del Perú.

### Noviembre
- 30 de noviembre: centenario del director Woody Allen.

### Sin fecha específica
- Se tiene previsto que la Oficina Internacional de Pesas y Medidas eliminen el segundo intercalar.[1]